# Наревский плацдарм

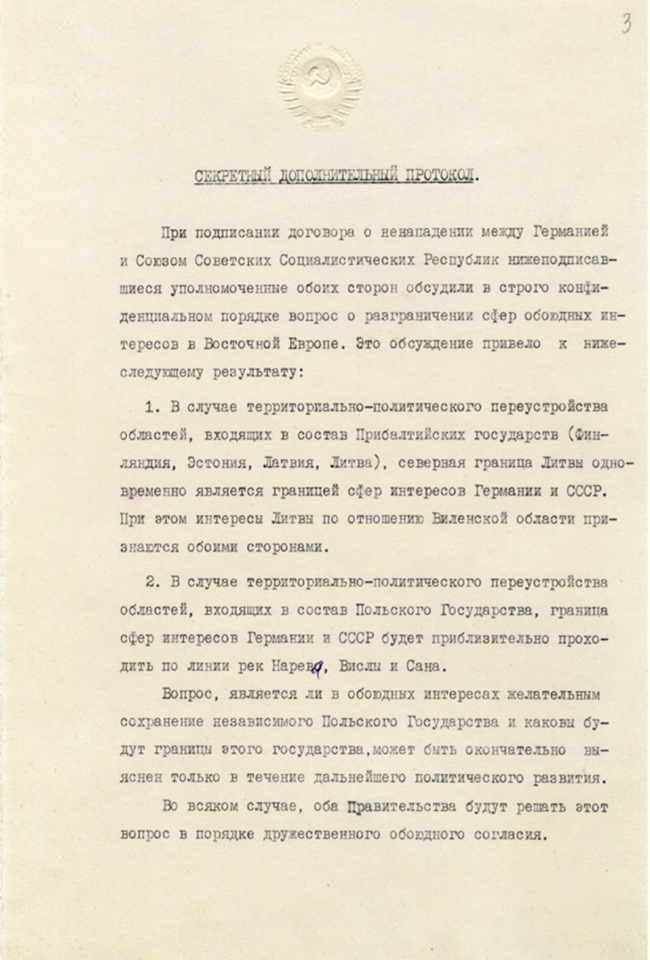

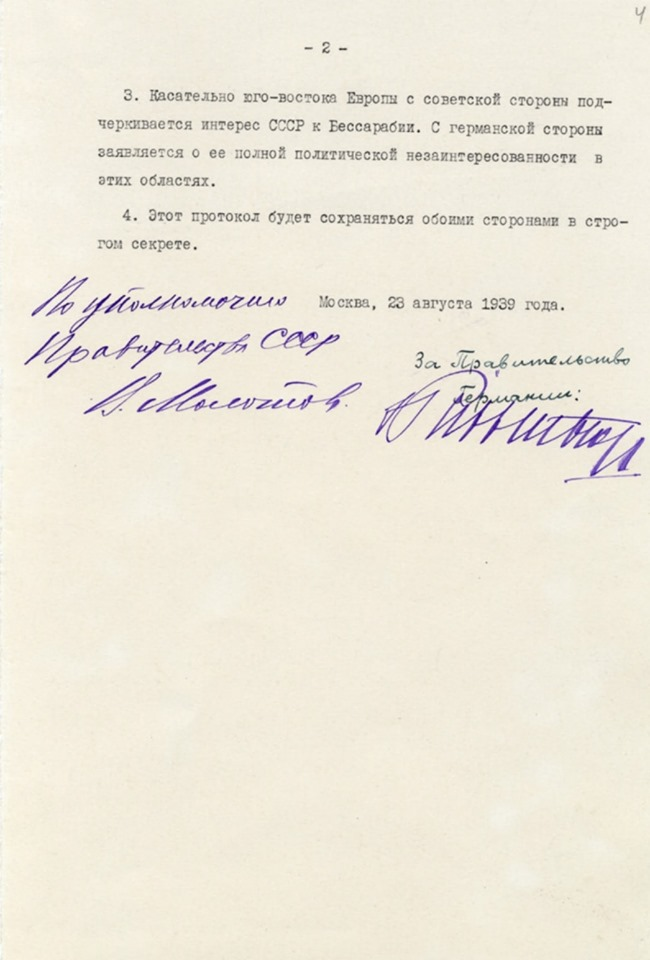
Секретный дополнительный протокол к Договору о ненападении между Германией и СССР

На́ревский плацда́рм — общее название Ружанского и Сероцкого плацдармов на правом (западном) берегу реки Нарев (Польша) в районе городов Пултуск, Сероцк и Ружан, захваченных войсками 1-го Белорусского фронта в ходе наступления 4 сентября 1944 года и удерживаемый до 19 октября 1944 года.

## Значение плацдармов
Наревские плацдармы сыграли важное значение в ходе Восточно-Прусской операции 1945 года.
Немецкое командование называло наревские плацдармы «пистолетом, направленным в сердце Германии», и предприняло беспрецедентные усилия по его укреплению, тем более согласно секретному протоколу к Договору о ненападении между Германией и СССР по реке закреплялась граница интересов между странами. 
Участники боёв на плацдарме вспоминали, что это были самые тяжёлые для них бои за всё время войны.
Только с 4 по 10 октября немецкая армия потеряла, в боях за плацдарм, 407 танков и более 20 000 убитыми.
Со стороны СССР плацдармы захватили и удерживали войска 48-й (командующий — генерал-полковник П. Л. Романенко) и 65-й (командующий — генерал-полковник П. И. Батов) армий.